# 吉田政雄
吉田 政雄（よしだ まさお、1904年〈明治37年〉1月8日 - 1988年〈昭和63年〉11月12日）は、日本の政治家。北海道亀田市（現・函館市）長。

## 来歴
現在の北海道十勝郡浦幌町出身。1927年、北海道函館師範学校（現・北海道教育大学函館校）専攻科卒。卒業後は函館など道内各地の小学校で教職に就く。戦後は函館市視学、同教育長、中学校校長を最後に1963年に退職した。同年の亀田町長選挙に立候補したが137票差で落選した。1967年、現職を破り亀田町長に初当選。町長就任後は教育と住民福祉に力を入れた。一方で長年の懸案であった函館市との合併を推進した。1971年に再選。同年、亀田町は市制施行し、亀田市となり、市長に就任した。市長就任後は市の木をねむの木に決定、市民憲章を制定した。亀田市は1973年に函館市と合併し、合併後は函館市顧問となり、1975年の函館市長選挙に立候補したが現職の矢野康に敗れて落選した。同年、市公民学会会長となった。